# Jean Verhaert
Jean Verhaert, född 10 juni 1908, död 8 november 1999, var en friidrottare från Belgien. Han deltog vid olympiska sommarspelen 1936.